# Дзікув (Поморське воєводство)
Дзікув (пол. Dzików) — село в Польщі, у гміні Жечениця Члуховського повіту Поморського воєводства.
Населення — 165 осіб (2011).
У 1975-1998 роках село належало до Слупського воєводства.

## Демографія
Демографічна структура станом на 31 березня 2011 року:
|          | Загалом | Допрацездатний вік | Працездатний вік | Постпрацездатний вік |
| -------- | ------- | ------------------ | ---------------- | -------------------- |
| Чоловіки | 78      | 20                 | 51               | 7                    |
| Жінки    | 87      | 22                 | 55               | 10                   |
| Разом    | 165     | 42                 | 106              | 17                   |